# D.C. United
A DC United egy amerikai labdarúgócsapat, amely az észak-amerikai első osztályban, a Major League Soccer-ben szerepel. Székhelye az Amerikai Egyesült Államok fővárosa, Washington. Hazai mérkőzéseit az Audi Fieldben játssza, amely 20 000 néző befogadására alkalmas.

## Játékoskeret
2023. május 20.
| #  |     | Poszt | Név                                                       |
| -- | --- | ----- | --------------------------------------------------------- |
| 1  | USA | K     | Tyler Miller                                              |
| 2  | BRA | V     | Ruan                                                      |
| 3  | IRE | V     | Derrick Williams                                          |
| 4  | USA | V     | Brendan Hines-Ike                                         |
| 5  | IRQ | V     | Mohanad Jeahze                                            |
| 6  | USA | KP    | Russell Canouse                                           |
| 7  | POR | V     | Pedro Santos                                              |
| 8  | USA | KP    | Chris Durkin                                              |
| 9  | USA | CS    | Erik Hurtado                                              |
| 11 | GRE | CS    | Taxiárhisz Fúndasz                                        |
| 12 | COL | CS    | Cristian Dájome                                           |
| 14 | HON | V     | Andy Najar                                                |
| 15 | USA | V     | Steve Birnbaum                                            |
| 17 | ENG | KP    | Lewis O′Brien (kölcsönben a Nottingham Forest csapatától) |

| #  |     | Poszt | Név                  |
| -- | --- | ----- | -------------------- |
| 19 | NED | CS    | Nigel Robertha       |
| 20 | BEL | CS    | Christian Benteke    |
| 21 | USA | KP    | Theodore Ku-DiPietro |
| 22 | ARG | KP    | Yamil Asad           |
| 23 | USA | V     | Donovan Pines        |
| 24 | USA | K     | Alex Bono            |
| 26 | USA | CS    | Kristian Fletcher    |
| 33 | USA | V     | Jacob Greene         |
| 43 | POL | KP    | Mateusz Klich        |
| 44 | ISL | KP    | Victor Pálsson       |
| 49 | JAM | KP    | Ravel Morrison       |
| 72 | CIV | V     | Gaoussou Samaké      |
| 77 | CHI | KP    | Martín Rodríguez     |

## Sikerlista
- MLS
  - Bajnok (4): 1996, 1997, 1999, 2004
- US Open Cup
  - Győztes (3): 1996, 2008, 2013
- CONCACAF-bajnokok ligája
  - Győztes (1): 1998
- Copa Interamericana
  - Győztes (1): 1998